# Pembavleerhond
De pembavleerhond (Pteropus voeltzkowi)  is een zoogdier uit de familie van de vleerhonden (Pteropodidae). De wetenschappelijke naam van de soort werd voor het eerst geldig gepubliceerd door Matschie in 1909. De wetenschappelijke naam refereert naar Alfred Voeltzkow (1860-1947), een Duitse dierkundige en botanicus.

## Voorkomen
De pembavleerhond is endemische op het eiland Pemba voor de kust van Tanzania.

Detailkaart van het Zanzibararchipel van Tanzania met duidelijke ligging Pemba eiland bovenaan

## Kenmerken
De pembavleerhond is de grootste vleermuizensoort op Pemba eiland met een spanwijdte van ongeveer één meter en een gewicht van 600g.

## Gedrag
De pembavleerhond roest in grootte groepen voornamelijk in bossen. De pembavleerhond foerageert ‘s nachts fruit, pollen, bloemen en bladeren. Hierdoor speelt de soort ook een rol bij bestuiving en zaadverspreiding.

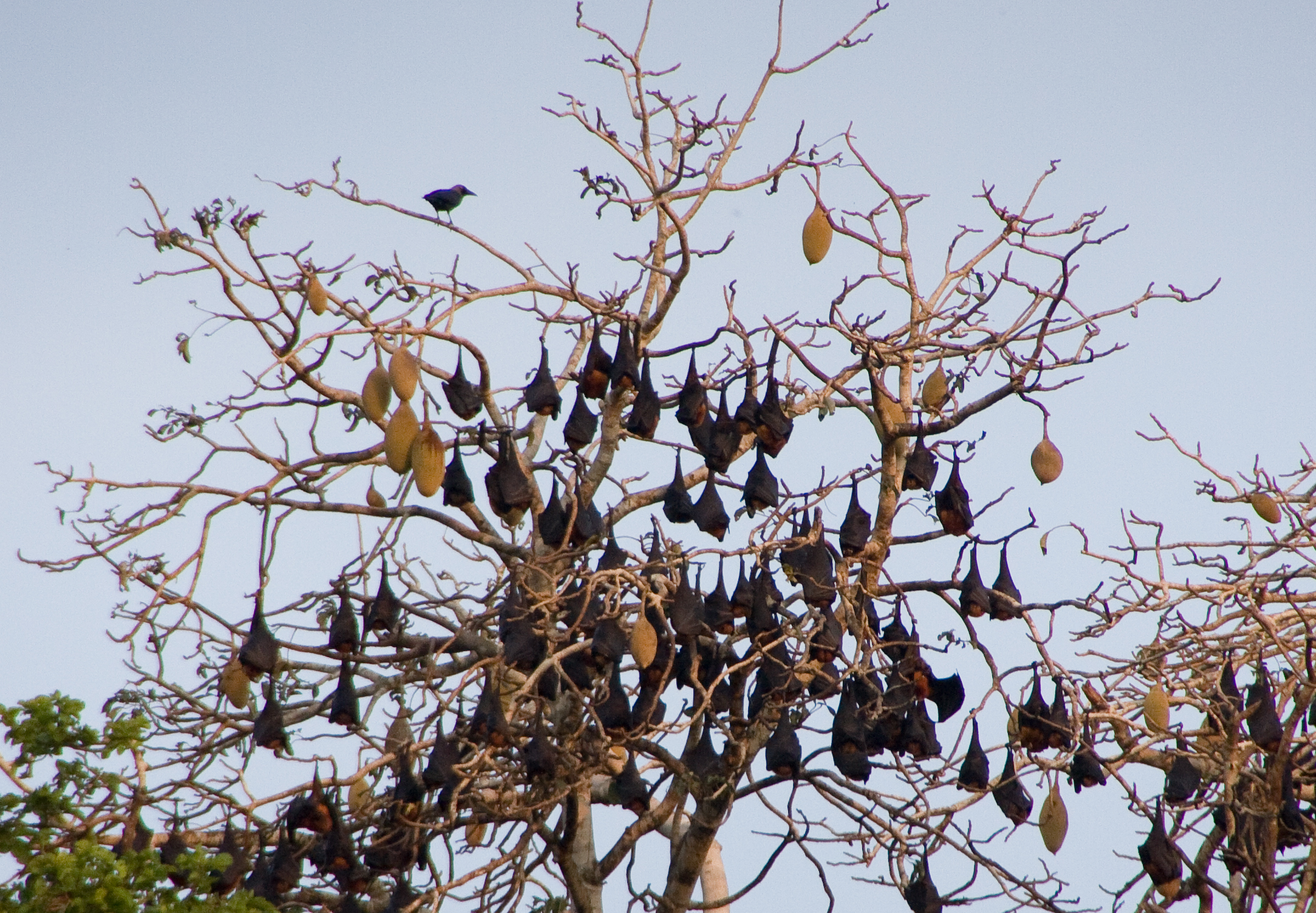
Een pembavleerhond kolonie in Ngezi reservaat op Pemba eiland

## Bedreiging
De pembavleerhond is kwetsbaar volgens de rode lijst van IUCN. 

Op Pemba eiland bedreigt het verlies van habitat en foerageergebied de soort. Ook het verstoren van vleermuizen kolonies en de jacht op de soort spelen een rol. De jacht op het dier is wel afgenomen (volgens een studie uit 2010). Door middel van beschermingsinitiatieven waarbij de lokale gemeenschap van Pemba eiland betrokken wordt, zijn de aantallen van de soort terug toegenomen.
Pteropus admiralitatum · Pteropus aldabrensis · Pteropus alecto · Pteropus anetianus · Pteropus aruensis · Pteropus brunneus · Pteropus caniceps · Halstervleerhond (Pteropus capistratus) · Pteropus chrysoproctus · Pteropus cognatus · Pteropus conspicillatus · Pteropus dasymallus · Pteropus faunulus · Pteropus fundatus · Vliegende vos (Pteropus giganteus) · Pteropus gilliardorum · Pteropus griseus · Pteropus howensis · Pteropus hypomelanus · Chuukvleerhond (Pteropus insularis) · Pteropus intermedius · Pteropus keyensis · Comorenvleerhond (Pteropus livingstonii) · Pteropus lombocensis · Pteropus loochoensis · Lyles vleerhond (Pteropus lylei) · Pteropus macrotis · Pteropus mahaganus · Pteropus mariannus · Pteropus melanopogon · Pteropus melanotus · Pohnpeivleerhond (Pteropus molossinus) · Pteropus neohibernicus · Zwarte vleerhond (Pteropus niger) · Pteropus nitendiensis · Pteropus ocularis · Pteropus ornatus · Pteropus pelewensis · Pteropus personatus · Pteropus pilosus · Pteropus pohlei · Grijskopvleerhond (Pteropus poliocephalus) · Boninvleerhond (Pteropus pselaphon) · Pteropus pumilus · Pteropus rayneri · Pteropus rennelli · Rodriguesvleerhond (Pteropus rodricensis) · Rode vleerhond (Pteropus rufus) · Pteropus samoensis · Pteropus scapulatus · Pteropus seychellensis · Pteropus speciosus · Pteropus subniger · Pteropus temminckii · Pteropus tokudae · Tongavleerhond (Pteropus tonganus) · Pteropus tuberculatus · Pteropus ualanus · Kalong (Pteropus vampyrus) · Pteropus vetulus · Pembavleerhond (Pteropus voeltzkowi) · Pteropus woodfordi · Pteropus yapensis